# XTC (album)
Pour les articles homonymes, voir XTC.
Albums de Anthony Hamilton
Comin' from Where I'm From
(2003)
XTC est le premier album du chanteur américain de RnB/neo soul Anthony Hamilton, sorti le 29 octobre 1996 sur le label MCA Records. L'album n'arriva à se hisser ni dans le classement Billboard 200, ni dans le classement Top R&B/Hip-Hop Albums et retomba dans l'anonymat peu à peu. Un single, "Nobody Else", fut tiré de cet album et il atteignit la 63e place du classement Hot R&B/Hip-Hop Songs.

## Liste des titres
1. "Total XTC" – 4:45
2. "I Wanna Be with You" – 5:00
3. "You're My Type of Woman" – 4:29
4. "Nobody Else" – 3:21
5. "Spend Some Time" – 3:59
6. "I Will Go" – 3:47
7. "Fallin'" – 4:09
8. "Forgive Me" – 3:18
9. "It's Only You" – 5:08
10. "Special Kinda Love" – 4:34
11. "In the Mood" – 3:49
12. "Thank You (Interlude)" – 1:20